# そよ風さん見えますか?
『そよ風さん見えますか?』（そよかぜさんみえますか?）は、いでまゆみによる日本の漫画作品。
『なかよし』（講談社）にて1980年1月号から1980年4月号まで連載された。

## 書誌情報
- そよ風さん見えますか?、初版発行日1980年7月5日
  - 徹くんの女学生日記（1978年11月号）／三月はじめの異邦人（1978年3月号）